# Copa de Clubes de la CECAFA 1986
La Copa de Clubes de la CECAFA 1986 fue la trigésima edición de este torneo de fútbol a nivel de clubes de África organizado por la CECAFA y que contó con la participación de 10 equipos representantes de África Oriental, África Central y África del Sur.
Al-Merreikh Omdurmán de Sudán venció al Young Africans SC de Tanzania en la final disputada en Tanzania para ser el primer equipo de Sudán en ganar el torneo y cortar la racha de siete títulos consecutivos que tenía Kenia. El campeón defensor Gor Mahia no pasó de la fase de grupos.

## Fase de grupos

### Grupo A
| AFC Leopards      | 2-1 | Young Africans SC |
| AFC Leopards      | 1-1 | Silver Strikers   |
| AFC Leopards      | 1-0 | KCC               |
| AFC Leopards      | 2-0 | Small Simba FC    |
| Young Africans SC | 3-1 | Silver Strikers   |
| Young Africans SC | 1-0 | KCC               |
| Young Africans SC | 2-1 | Small Simba FC    |
| Silver Strikers   | 2-2 | KCC               |
| Silver Strikers   | 1-0 | Small Simba FC    |
| KCC               | 2-0 | Small Simba FC    |

| Club              | G | E | P | GF | GC | Pts |
| ----------------- | - | - | - | -- | -- | --- |
| AFC Leopards      | 3 | 1 | 0 | 6  | 2  | 7   |
| Young Africans SC | 3 | 0 | 1 | 7  | 4  | 6   |
| Silver Strikers   | 1 | 2 | 1 | 5  | 6  | 4   |
| KCC               | 1 | 1 | 2 | 4  | 4  | 3   |
| Small Simba FC    | 0 | 0 | 4 | 1  | 7  | 0   |

### Grupo B
| Mufulira Wanderers FC | 0-0 | Al-Merreikh Omdurmán |
| Mufulira Wanderers FC | 2-0 | Maji Maji FC         |
| Mufulira Wanderers FC | 1-0 | Gor Mahia            |
| Mufulira Wanderers FC | 1-0 | Wagad Mogadiscio     |
| Al-Merreikh Omdurmán  | 1-0 | Maji Maji FC         |
| Al-Merreikh Omdurmán  | 1-1 | Gor Mahia            |
| Al-Merreikh Omdurmán  | 5-1 | Wagad Mogadiscio     |
| Maji Maji FC          | 1-0 | Gor Mahia            |
| Maji Maji FC          | 2-1 | Wagad Mogadiscio     |
| Gor Mahia             | 3-0 | Wagad Mogadiscio     |

| Club                  | G | E | P | GF | GC | Pts |
| --------------------- | - | - | - | -- | -- | --- |
| Mufulira Wanderers FC | 3 | 1 | 0 | 4  | 0  | 7   |
| Al-Merreikh Omdurmán  | 2 | 2 | 0 | 7  | 3  | 6   |
| Maji Maji FC          | 2 | 0 | 2 | 3  | 4  | 4   |
| Gor Mahia             | 1 | 1 | 2 | 4  | 3  | 3   |
| Wagad Mogadiscio      | 0 | 0 | 4 | 2  | 11 | 0   |

## Semifinales
| Equipo 1              | Resultado   | Equipo 2             |
| --------------------- | ----------- | -------------------- |
| AFC Leopards          | 0-1         | Al-Merreikh Omdurmán |
| Mufulira Wanderers FC | 0-0 (2-4 p) | Young Africans SC    |

## Tercer Lugar
| Equipo 1     | Resultado | Equipo 2              |
| ------------ | --------- | --------------------- |
| AFC Leopards | 1-0       | Mufulira Wanderers FC |

## Final
| Equipo 1             | Resultado   | Equipo 2          |
| -------------------- | ----------- | ----------------- |
| Al-Merreikh Omdurmán | 2-2 (4-2 p) | Young Africans SC |

## Campeón
| Copa de Clubes de la CECAFA 1986 |
| -------------------------------- |
| Bandera de Sudán                 |
| Al-Merreikh Omdurmán 1º Título   |